# ألان فورني
ألان فورني (بالإنجليزية: Alan Forney)‏ هو مجدف أمريكي، ولد في 28 يونيو 1960 في بيافورت في الولايات المتحدة.

## وصلات خارجية
- ألان فورني على موقع الاتحاد الدولي للتجديف (الإنجليزية)
- ألان فورني على موقع اللجنة الأولمبية الدولية (الإنجليزية)
- ألان فورني على موقع أوليمبيديا (الإنجليزية)